# Robert Valge
Robert Valge (Tallinn, 20 aprile 1997) è un cestista estone.

## Palmarès
- Campionato estone: 1

Pärnu: 2021-2022